# Alfredo Botello Montes
José Alfredo Botello Montes (Santiago de Querétaro, Querétaro; 7 de diciembre de 1956) es un político mexicano afiliado al Partido Acción Nacional (PAN). Ha sido diputado federal en la LVIII Legislatura del Congreso de la Unión de 2000 a 2003 y en la LXII Legislatura de 2012 a 2015. Desde 2021 es Senador de la República en la LXIV Legislatura en representación del estado de Querétaro.

## Primeros años
José Alfredo Botello Montes nació el 7 de diciembre de 1956 en Santiago de Querétaro, México. En 1983 estudió la licenciatura en derecho en la Universidad Autónoma de Querétaro y de 1989 a 1991 fue docente de derecho constitucional en el Instituto Tecnológico y de Estudios Superiores de Monterrey, campus Querétaro. Fue fundador y subdirector del periódico La Voz de Querétaro.

## Trayectoria política
Desde 1976 es militante del Partido Acción Nacional (PAN). En 1988 fue consejero estatal del partido en Querétaro. De 1997 a 2000 fue diputado local en la LII Legislatura del Congreso del Estado de Querétaro. Fue presidente de la mesa directiva del Congreso y también fue presidente de la comisión de bibliotecas, redacción y estilo. De 2000 a 2003 fue diputado federal de representación proporcional en la LVIII Legislatura del Congreso de la Unión.
En 2003 fue coordinador de la campaña electoral de Francisco Garrido Patrón. De 2003 a 2009 fue secretario general de gobierno del estado de Querétaro durante la gubernatura de Francisco Garrido Patrón. De 2012 a 2015 fue diputado federal de representación proporcional en la LXII Legislatura del Congreso de la Unión. En el congreso fue secretario de la comisión de gobernación.
De 2015 a 2021 fue secretario de educación del estado de Querétaro durante la gubernatura de Francisco Domínguez Servién. Durante 2018 pidió licencia del cargo para poder ser postulado como suplente de Mauricio Kuri González, candidato a senador de la República postuluado por el Partido Acción Nacional. Tras las elecciones, Alfredo Botello volvió a ocupar la secretaría de educación de Querétaro. En enero de 2021 Mauricio Kuri renunció a su escaño en el senado para postularse como candidato a gobernador de Querétaro en las elecciones estatales de Querétaro de 2021. Alfredo Botello ocupó la curul de senador de primera fórmula desde febrero de 2021.